# Olympische Sommerspiele 1984/Wasserball
Bei den XXIII. Olympischen Sommerspielen 1984 in Los Angeles fand ein Wasserballturnier für Männer statt. Austragungsort war der Raleigh Runnels Memorial Pool auf dem Gelände der Pepperdine University in Malibu.

## Turnier
Direkt für das olympische Turnier qualifiziert waren neben dem Gastgeber (USA) die ersten fünf Teams der Weltmeisterschaft 1982 (Sowjetunion, Ungarn, BR Deutschland, Niederlande, Kuba). Die Sowjetunion war zugleich Olympiasieger 1980 und amtierender Weltmeister, weshalb Jugoslawien als WM-Siebter nachrückte. Die übrigen fünf Startplätze wurden vom 13. bis 22. April 1984 bei einem Turnier in Rom ermittelt; dabei setzten sich Italien, Spanien, Australien, Griechenland und China durch. Nachdem die Sowjetunion, Ungarn und Kuba den Boykott der Olympischen Spiele 1984 beschlossen hatten, rückten die Nächstplatzierten die Qualifikationsturniers nach (Kanada, Brasilien, Japan).
Die zwei besten Teams der drei Vierergruppen der Vorrunde spielten anschließend in der Finalrunde um die Plätze 1 bis 6, die dritt- und viertklassierten Teams um die Plätze 7 bis 12 (direkte Begegnungen in der Vorrunde zählten ebenfalls für das Endergebnis).

### Medaillengewinner
| Platz | Land | Spieler |
| ----- | ---- | --- |
| 1     | YUG  | Dragan Andrić, Milivoj Bebić, Perica Bukić, Veselin Ðuho, Milorad Krivokapić, Deni Lušić, Igor Milanović, Tomislav Paškvalin, Zoran Petrović, Andrija Popović, Zoran Roje, Goran Sukno, Božo Vuletić Trainer: Ratko Rudić |
| 2     | USA  | Douglas Burke, Jody Campbell, Peter Campbell, Christopher Dorst, Gary Figueroa, Andrew McDonald, Kevin Robertson, Terry Schroeder, Tim Shaw, John Siman, Jon Svendsen, Joseph Vargas, Craig Wilson                        |
| 3     | FRG  | Armando Fernández, Roland Freund, Rainer Hoppe, Thomas Huber, Thomas Loebb, Werner Obschernikat, Rainer Osselmann, Frank Otto, Peter Röhle, Jürgen Schröder, Hagen Stamm, Dirk Theismann Trainer: Nicolae Firoiu          |

## Vorrunde
Gruppe A
| Platz | Team                | Siege | Unent. | Ndlg. | Tore  | Diff. | Punkte |
| ----- | ------------------- | ----- | ------ | ----- | ----- | ----- | ------ |
| 1.    | Jugoslawien         | 3     | 0      | 0     | 34:16 | + 18  | 6      |
| 2.    | Niederlande         | 2     | 0      | 1     | 25:26 | - 1   | 4      |
| 3.    | Volksrepublik China | 1     | 0      | 2     | 21:27 | - 6   | 2      |
| 4.    | Kanada              | 0     | 0      | 3     | 18:29 | - 11  | 0      |

| 1. August | 08:30 | Kanada      | Jugoslawien | 4:13 (1:3, 3:3, 0:2, 0:5) |
| 1. August | 08:30 | China       | Niederlande | 8:10 (3:2, 2:2, 1:2, 2:4) |
| 2. August | 19:30 | China       | Jugoslawien | 7:12 (0:3, 2:3, 4:3, 1:3) |
| 2. August | 19:30 | Niederlande | Kanada      | 10:9 (3:5, 3:1, 1:2, 3:1) |
| 3. August | 13:30 | China       | Kanada      | 6:5 (2:0, 1:2, 1:2, 2:1)  |
| 3. August | 13:30 | Niederlande | Jugoslawien | 5:9 (1:4, 1:2, 2:1, 1:2)  |

Gruppe B
| Platz | Team               | Siege | Unent. | Ndlg. | Tore  | Diff. | Punkte |
| ----- | ------------------ | ----- | ------ | ----- | ----- | ----- | ------ |
| 1.    | Vereinigte Staaten | 3     | 0      | 0     | 32:17 | + 15  | 6      |
| 2.    | Spanien            | 2     | 0      | 1     | 39:31 | + 8   | 4      |
| 3.    | Griechenland       | 0     | 1      | 2     | 23:33 | - 10  | 1      |
| 4.    | Brasilien          | 0     | 1      | 2     | 25:38 | - 13  | 1      |

| 1. August | 13:30 | Brasilien    | Spanien      | 12:19 (3:7, 3:3, 3:4, 3:5) |
| 1. August | 13:30 | USA          | Griechenland | 12:5 (2:0, 2:1, 5:2, 3:2)  |
| 2. August | 08:30 | Griechenland | Spanien      | 9:12 (1:1, 2:4, 4:3, 2:4)  |
| 2. August | 08:30 | USA          | Brasilien    | 10:4 (1:1, 1:1, 4:2, 4:0)  |
| 3. August | 19:30 | Griechenland | Brasilien    | 9:9 (4:2, 2:3, 0:1, 3:3)   |
| 3. August | 19:30 | USA          | Spanien      | 10:8 (1:1, 3:2, 4:2, 2:3)  |

Gruppe C
| Platz | Team           | Siege | Unent. | Ndlg. | Tore  | Diff. | Punkte |
| ----- | -------------- | ----- | ------ | ----- | ----- | ----- | ------ |
| 1.    | BR Deutschland | 3     | 0      | 0     | 35:18 | + 17  | 6      |
| 2.    | Australien     | 1     | 1      | 1     | 29:20 | + 9   | 3      |
| 3.    | Italien        | 1     | 1      | 1     | 27:23 | + 4   | 3      |
| 4.    | Japan          | 0     | 0      | 3     | 15:45 | - 30  | 1      |

| 1. August | 19:30 | Japan      | Italien        | 5:15 (1:4, 0:5, 3:2, 1:4) |
| 1. August | 19:30 | Australien | BR Deutschland | 6:10 (0:3, 1:2, 3:2, 2:3) |
| 2. August | 13:30 | Australien | Italien        | 8:8 (2:3, 2:2, 2:3, 2:0)  |
| 2. August | 13:30 | Japan      | BR Deutschland | 8:15 (2:7, 2:4, 2:1, 2:3) |
| 3. August | 08:30 | Japan      | Australien     | 2:15 (0:3, 0:4, 2:3, 0:5) |
| 3. August | 08:30 | Italien    | BR Deutschland | 4:10 (0:3, 2:2, 1:2, 1:3) |

### Finalrunde
Gruppe D
| Platz | Team               | Siege | Unent. | Ndlg. | Tore  | Diff. | Punkte |
| ----- | ------------------ | ----- | ------ | ----- | ----- | ----- | ------ |
| 1.    | Jugoslawien        | 4     | 1      | 0     | 47:33 | + 14  | 9      |
| 2.    | Vereinigte Staaten | 4     | 1      | 0     | 43:34 | + 9   | 9      |
| 3.    | BR Deutschland     | 2     | 1      | 2     | 49:34 | + 15  | 5      |
| 4.    | Spanien            | 1     | 2      | 2     | 42:46 | - 4   | 4      |
| 5.    | Australien         | 1     | 1      | 3     | 37:48 | - 11  | 3      |
| 6.    | Niederlande        | 0     | 0      | 5     | 25:48 | - 23  | 0      |

| 6. August  | 08:30 | Jugoslawien    | Australien     | 9:6 (3:1, 0:2, 3:2, 3:1)   |
| 6. August  | 13:30 | USA            | Niederlande    | 8:7 (2:2, 3:2, 3:2, 0:1)   |
| 6. August  | 19:30 | Spanien        | BR Deutschland | 8:8 (2:1, 2:2, 1:4, 3:1)   |
| 7. August  | 08:30 | Australien     | USA            | 7:12 (2:3, 1:4, 1:1, 3:4)  |
| 7. August  | 13:30 | Jugoslawien    | BR Deutschland | 10:9 (3:4, 3:1, 3:1, 1:3)  |
| 7. August  | 19:30 | Spanien        | Niederlande    | 8:4 (2:1, 2:1, 2:2, 2:0)   |
| 9. August  | 08:30 | USA            | BR Deutschland | 8:7 (1:1, 1:2, 4:2, 2:2)   |
| 9. August  | 08:30 | Australien     | Niederlande    | 8:7 (2:1, 2:3, 1:1, 3:2)   |
| 9. August  | 19:30 | Spanien        | Jugoslawien    | 8:14 (4:3, 0:3, 4:5, 0:3)  |
| 10. August | 08:30 | BR Deutschland | Niederlande    | 15:2 (5:1, 4:0, 2:1, 4:0)  |
| 10. August | 13:30 | Australien     | Spanien        | 10:10 (3:3, 3:2, 1:2, 3:3) |
| 10. August | 19:30 | USA            | Jugoslawien    | 5:5 (1:1, 2:1, 2:1, 0:2)   |

Gruppe E
| Platz | Team                | Siege | Unent. | Ndlg. | Tore  | Diff. | Punkte |
| ----- | ------------------- | ----- | ------ | ----- | ----- | ----- | ------ |
| 07.   | Italien             | 4     | 1      | 0     | 63:14 | + 49  | 9      |
| 08.   | Griechenland        | 3     | 2      | 0     | 52:41 | + 11  | 8      |
| 09.   | Volksrepublik China | 3     | 0      | 2     | 44:39 | + 5   | 6      |
| 10.   | Kanada              | 1     | 1      | 3     | 40:48 | - 8   | 3      |
| 11.   | Japan               | 1     | 0      | 4     | 30:55 | - 25  | 2      |
| 12.   | Brasilien           | 0     | 2      | 3     | 40:52 | - 12  | 2      |

| 6. August  | 08:30 | China        | Japan        | 10:4 (3:1, 3:2, 3:0, 1:1)  |
| 6. August  | 13:30 | Kanada       | Griechenland | 8:11 (2:3, 2:3, 1:2, 3:3)  |
| 6. August  | 19:30 | Brasilien    | Italien      | 4:13 (1:2, 2:4, 0:2, 1:5)  |
| 7. August  | 08:30 | Japan        | Griechenland | 7:14 (1:4, 2:4, 1:2, 3:4)  |
| 7. August  | 13:30 | China        | Italien      | 8:11 (3:3, 2:5, 1:1, 2:2)  |
| 7. August  | 19:30 | Kanada       | Brasilien    | 10:10 (2:1, 2:2, 4:5, 2:2) |
| 9. August  | 08:30 | China        | Brasilien    | 11:9 (2:1, 4:3, 3:2, 2:3)  |
| 9. August  | 08:30 | Japan        | Kanada       | 5:8 (1:3, 1:1, 2:1, 1:3)   |
| 9. August  | 19:30 | Griechenland | Italien      | 8:8 (1:2, 3:2, 3:2, 1:2)   |
| 10. August | 08:30 | Japan        | Brasilien    | 9:8 (1:1, 4:0, 3:2, 1:5)   |
| 10. August | 13:30 | Italien      | Kanada       | 16:9 (4:0, 3:1, 3:3, 6:5)  |
| 10. August | 19:30 | Griechenland | China        | 10:9 (2:3, 4:3, 1:2, 3:1)  |

## Quelle
- Volker Kluge: Olympische Sommerspiele. Die Chronik III. Mexiko-Stadt 1968 – Los Angeles 1984. Sportverlag Berlin, Berlin 2000, ISBN 3-328-00741-5, S. 1011–1013.